# Elman Muxtarov
Elman Coşqun oğlu Muxtarov (ur. 12 grudnia 1994 roku) – azerski zapaśnik walczący w stylu klasycznym. Zajął dwunaste miejsce na mistrzostwach świata w 2019. Brązowy medalista igrzysk europejskich w 2015. Czternasty na mistrzostwach Europy w 2018. Pierwszy w Pucharze Świata w 2015 i szósty w 2016. Triumfator młodzieżowych igrzysk olimpijskich z 2010. Mistrz świata juniorów z 2014 i trzeci w 2013. Wicemistrz Europy juniorów z 2013 roku.